# Gérald Cyprien Lacroix
Gérald Cyprien Lacroix, I.S.P.X. (Saint-Hilaire-de-Dorset, 27 de julho de 1957)  é um cardeal canadense, atual arcebispo de Québec.

## Biografia
Ele completou seus estudos secundários e superiores na Trinty High School e em Saint-Anselme College, Manchester, New Hampshire, Estados Unidos. Ele, então, estudou teologia na Universidade de Laval, e obteve Bacharelado em teologia em 1985, e Mestrado em teologia pastoral em 1993.
Em 1975, entrou para o Institut Séculier Pie X, fazendo os votos perpétuos em 1982. Nesse mesmo ano, tornou-se secretário-geral do Instituto, e em 1985, conselheiro do Conselho Geral. De 1985 até 1987, foi diretor-geral da Maison du Renouveau, um centro de formação cristã e espiritual do Instituto secular.
Recebeu o diaconato em 25 de março de 1988, na freguesia de Santo António de Pádua, diocese de Manchester, New Hampshire, pelo Bispo Odore Gendron.
Ordenado padre em 8 de outubro de 1986, na paróquia de Notre-Dame-de-la-Recouvrance, Québec, por Maurice Couture, arcebispo de Québec.
De 1990 até 2000, ministrou na Colômbia, onde estabeleceu o Instituto em sete regiões e abriu nove casas e a partir de 1990 até 1993, ele foi o vigário da paróquia de Nuestra Señora del Carmen, na Argélia, Cauca, Arquidiocese de Popayán. De 2001 até 2004, foi diretor-geral do Instituto e foi reeleito para um quinquênio em 2005.
Eleito bispo-titular de Hilta e bispo-auxiliar nomeado de Québec em 7 de abril de 2009, foi consagrado em 24 de maio de 2009, no Santuário de Saint-Anne-de-Beaupré, pelo cardeal Marc Ouellet, PSS, arcebispo de Québec, assistido por Maurice Couture, arcebispo emérito de Québec, e por Gilles Lemay, bispo titular de Eguga, auxiliar de Québec. Na mesma cerimônia foi consagrado Paul Lortie, bispo titular de Gerpiniana, auxiliar de Québec. Nomeado administrador arquidiocesano de Québec em 26 de agosto de 2010, quando o Cardeal Ouellet foi nomeado prefeito da Congregação para os Bispos. Promovido à Sé metropolitana e primacial de Québec, 22 de fevereiro de 2011. Recebeu o pálio do Papa Bento XVI em 29 de junho de 2011, na Basílica de São Pedro.

## Cardinalato
Em 12 de janeiro de 2014, foi anunciada a nomeação de Dom Gérald Lacroix como cardeal, investidura que foi efetivada em 22 de fevereiro de 2014, no primeiro consistório ordinário do Papa Francisco. Recebeu o título de cardeal-presbítero de São José em Aurelio. Em 6 de agosto de 2020, foi nomeado membro do Conselho para a Economia da Santa Sé.